# Älgered
Älgered is een plaats in de gemeente Nordanstig in het landschap Hälsingland en de provincie Gävleborgs län in Zweden. De plaats heeft 84 inwoners (2005) en een oppervlakte van 33 hectare.